# Cartel de Guadalajara
Le cartel de Guadalajara était le principal cartel de la drogue au Mexique dans les années 1980. Il avait été formé par des trafiquants originaires du Sinaloa, dont beaucoup provenaient de la commune de Badiraguato, la « Sicile mexicaine », en particulier Miguel Ángel Félix Gallardo, dit Le Parrain, les frères Caro Quintero (dont Rafael), Juan José Esparragoza Moreno et Ernesto Fonseca Carrillo. Ce cartel fut l'un des premiers, au Mexique, à travailler avec les cartels colombiens, et s'impliquait principalement dans le trafic de cannabis, de cocaïne et d'héroïne à destination des États-Unis.

## Histoire
Selon l'ex-diplomate canadien Peter Dale Scott, le cartel de Guadalajara profita de son soutien auprès du chef de la Dirección Federal de Seguridad, Miguel Nassar Haro. Miguel Ángel Félix Gallardo, actionnaire de plusieurs banques, était aussi lié à de nombreuses personnalités politiques et des affaires, dont Arcadio Valenzuela, président de l'Association des banquiers du Mexique de 1980 à 1982, voire aussi Mario Ramón Beteta (en) (PRI), qui fut ministre du Budget, directeur de l'entreprise d'État pétrolière Pemex et gouverneur de l'État de Mexico.
Dès 1975, la DEA apprenait que le Parrain était impliqué dans le trafic de cocaïne . Il travaillait notamment avec le cartel de Medellín de Don Pablo Escobar (El Doctor), par l'intermédiaire de son associé le chimiste hondurien José Ramón Matta Ballesteros. Félix Gallardo vendait ensuite la coke à Pablo Acosta Villarreal, qui lui faisait traverser la frontière vers les États-Unis par Ojinaga (Chihuahua) .
En 1984, l'armée mexicaine détruisit plus de 1 000 hectares de marijuana à Rancho Búfalo, dont la production annuelle était estimée à plus de 8 milliards de dollars. Le cartel de Guadalajara voulut alors se venger sur la DEA, qui avait conseillé l'État mexicain, et fit enlever puis assassiner, l'année suivante, l'agent de la DEA Enrique Camarena. Véritable affaire d'État, l'affaire Camarena provoqua la dissolution de la Dirección Federal de Seguridad (DFS) et l'arrestation, dès 1985 d'Ernesto Fonseca Carrillo et de Rafael Caro Quintero.
Félix Gallardo se fit alors un peu plus discret, malgré ses protections politiques l'ayant mis à l'abri d'une arrestation, et aurait bougé en 1987 à Guadalajara. Là, il aurait décidé de fractionner son empire afin de le protéger de la DEA. Lors d'une réunion à Acapulco, il divisa le Mexique en plazas, ou territoires contrôlés par les narco: la route de Tijuana fut saisie par les frères Arellano Félix, qui avaient profité de l'affaire Camarena pour s'y implanter; la famille d'Amado Carrillo Fuentes s'empara de la route de Ciudad Juárez; Miguel Caro Quintero (en) de Sonora. Le couloir de Matamoros (Tamaulipas), qui deviendra la plaza du cartel du Golfe, demeura au contrôle de Juan García Abrego.
Enfin, Joaquín Guzmán et Ismael Zambada García s'emparaient de la côte Pacifique, devenant le cartel de Sinaloa. Ils s'allièrent avec Héctor Luis Palma Salazar, qui avait rompu avec Félix Gallardo à la suite de l'assassinat de son épouse et de deux de ses fils, imputé à ce dernier.
Félix Gallardo, qui comptait demeurer en contrôle des opérations nationales, et demeurer à la tête de ces différents cartels, fut arrêté le 8 avril 1989 .